# Red Eléctrica de España
Red Eléctrica de España, coneguda per l'acrònim comercial redeia  (BMAD RED), és una empresa espanyola fundada l'any 1985, dedicada al transport d'energia elèctrica (tensió elèctrica superior a 220 quilovolts), encara que no a la distribució (tensió inferior a 220kV). És propietària de gran part de la xarxa de transport d'alta tensió, i aquests darrers anys ha adquirit nous actius de la xarxa de transport a altres empreses. També actua com operador en el sistema elèctric espanyol.

## Creació
Red Eléctrica neix fruit de l'aplicació de la llei elèctrica 49/1984, per la que s'estableix l'explotació unificada del sistema elèctric. Fou la primera empresa del món dedicada exclusivament al transport de l'electricitat i a l'operació en sistemes elèctrics des d'un punt de vista responsable amb el medi ambient.

## Missió
- Ser el transportista d'energia elèctrica de referència en el sistema elèctric espanyol.
- Ser l'operador del sistema elèctric, que significa ser el responsable de la gestió tècnica del sistema que garanteix la continuïtat i seguretat del subministrament elèctric, i la correcta coordinació entre la producció i el transport.
- Ser el gestor de la xarxa de transport, que suposa ser el responsable del desenvolupament i ampliació de la xarxa de transport de tal manera que es garanteixi el manteniment i millora d'una xarxa configurada sota criteris homogenis i coherents.

## Consell d'administració[calcitació]
La composició del Consell d'Administració a data 4 de maig del 2021 és la següent:
- Presidenta:

Beatriz Corredor Sierra
- Conseller delegat:

Roberto García Merino
- Consellers externs dominicals a proposta de la SEPI:

Mercedes Real Rodrigálvarez
María Teresa Costa Campi
Ricardo García Herrera
- Consellers externs independents:

Carmen Gómez de Barreda Tous de Monsalve
María José García Beato
Socorro Fernández Larrea
Antonio Gómez Ciria
Arsenio Fernández de Mesa y Díaz del Río
Alberto Carbajo Josa
José Juan Ruiz Gómez
- Secretari General i del Consell d'Administració, no conseller:

Carlos Méndez-Trelles García
- Vicesecretari General i del Consell d'Administració, no conseller:

Fernando Frías Montejo

## Controvèrsies
Als països catalans hi ha hagut una forta controvèrsia al voltant de la col·laboració de REE per a construir la MAT (Molt Alta Tensió).
Els veïns es queixen que REE imposa la MAT al territori mitjançant fets consumats i d'altres pràctiques no gaire ètiques, i mitjançant els lobbys a estaments governamentals (Generalitat, Estat espanyol i Unió Europea). Es queixen també dels efectes nocius de tals línies per l'efecte electromagnètic que es genera, i les repercussions que té a les persones, plantes i animals al voltant de les línies.
S'han enviat queixes formals sense que REE contestés, i hi ha hagut accions en contra que REE i empreses associades poguessin continuar construint la MAT.